# Erlach (Berna)
Erlach (en francès Cerlier) és un municipi del cantó de Berna (Suïssa), antic cap del districte d'Erlach, ara forma part del districte administratiu del Seeland.